# 財
財（ざい、英: good(s)）とは、経済学において物質的・精神的に何らかの効用を持っているもののことである。財貨とも。
狭義には有形財を指して財と呼ぶ場合がある。そのような場合、対比して無形財をサービスと呼ぶ。

## 概要
ある財の需要に比べその財に対する供給が無限にないとき財は希少であるとされる。このような財を経済財と呼び、経済学（特にミクロ経済学）の分野で議論される。逆に需要よりもはるかに多くほぼ無限の供給が存在する場合は、このような財は価格を持たない。これを自由財という。空気は人間の生存にとって不可欠のもので、巨大な効用をもつが、希少性がないので市場取引の対象とはならず、自由財の典型とされる。
その逆にダイヤモンドは単なる装身具であり空気ほど大きな効用を持つものではないが、非常に希少性をもつので市場で高価で取引されている。

## 経済学で議論される財

### 経済財と自由財
経済財
希少性があり、需要と供給のバランスが取れているかややバランスを欠いて価格を有する財。
自由財
希少性がなく、需要よりも供給が遙かに上回っており、すなわち価格を有しない財。

### 私的財と公共財
私的財
自分が消費すれば他人の消費量を減少させる競合性と、対価を支払えば他人を排除できる排除性とをともに備えた財。
公共財
競合性・排除性を備えない財。

### 投資財と消費財
投資財（資本財）
中間投入財
消費財
そのまま、使用されてしまう財と、財を生み出すための財の違い。原材料（中間投入財）は投資財に含まないが、投資財は長い目で見れば原材料に近い。

### 代替財と補完財
代替財
ある財の代用となる財。代替効果によって、一方の価格上昇が他方の需要量を増大させるような財。例として、コーヒーの価格が上昇すればコーヒーの代わりに紅茶を飲む人が増え、逆に紅茶の価格が上昇すれば紅茶の代わりにコーヒーを飲む人が増えるような場合、コーヒーと紅茶はお互いに代替財の関係にある。
補完財
粗補完財
一方の財の消費が増えるにつれ、他方の消費も増えるという補完的関係にある財。例として、パンにつけるジャムなど。

### 上級財と下級財
上級財
上級財とは、所得効果によって、所得の増加にともない需要が増加していく財である。

劣等財（下級財）
所得の増加に伴い、需要が減少していく財である。たとえばマーガリンよりバターのほうが高価でバターを好む消費者が多い場合、所得が上昇すれば多くの人がマーガリンに代わりバターを買うようになるため、バターの需要が増加し、マーガリンの需要は減少するので、マーガリンが劣等財となると考えられる。
品質が劣るという意味ではない。

ギッフェン財
下級財の一種で、所得効果が代替効果よりも強く働く。

### 有形財と無形財
有形財財
無形財サービス
販売・譲渡・購入等により所有権を移転させることができる有形財（財）に対して、所有権の移転を伴わないものを無形財（サービス）として区別することができる。たとえば英会話レッスンなどは所有権の移転がないのでサービスである。また、どこかに行くときに他者が運行する航空機・列車・バス・タクシー・船などの乗り物に対価（運賃や特別料金など）を支払って乗って移動する場合、乗り物自体を購入するのではないので、サービスとして利用していることになる。

## 代替効果と所得効果
ある財X、その補完財Y、その代替財Zを仮定する。代替効果のみを考慮した場合、財Xの価格が下落すると、補完財Yの需要は増大し、代替財Zの需要は減少する。逆に財Xの価格が上昇すると、補完財Yの需要は減少し、代替財Zの需要は増大する。
これに所得効果を加えたとき、補完財Yが下級財であるか、代替財Zが上級財の場合、所得効果が逆向きに作用する。そのため、その総効果は、代替関係や補完関係の強さによって変わってくる。

## 前近代における財の位置づけ
平安末期から用いられ続けた学問と道徳を説いた教科書『実語教』では、「富は、これ一生の財、身滅すれば、すなわち共に滅す。智は、これ万代の財」と位置付け、富＝物質的な財は個人的な繋がりでしかなく、残ることはないが、知識・知恵といった財は社会や一族が持続する限り残り続けると定義している。すなわち、教養こそ財として重きを置くべき（精神的財を貴べ）とする教育がなされていた。
また、中世における財産目録の文書研究から、鎌は財に数えられなかったと考えられており、消耗と消費が激しいために、古くから多くの人に用いられ続けた道具にもかかわらず、家財としての価値が認知されず、除外されていた（当時は使い古された鉄器は鋳潰され、リサイクルされた）。このように、人間生活にとって、深く効用のあるものでも、時代によって、財とはならない例がある。